# عبد العزيز الصالح
عبد العزيز بن صالح الصالح، هو الشيخ عبد العزيز بن صالح آل صالح إمام وخطيب المسجد النبوي بالمدينة المنورة و رئيس محاكم منطقة المدينة المنورة،

## حياته
ولد في عام 1330هـ بمدينة المجمعة، وتوفي والده وهو صغير، ثم لحقت به والدته، وكفله أخوه عثمان، ودرس في كتاب الشيخ أحمد الصانع، وحفظ القرآن الكريم قبل العاشرة من عمره، ولازم الشيخ عبد الله العنقري ودرس عليه في التوحيد والفقه والتفسير والحديث والفرائض والنحو. وقد آنس منه شيخه التحصيل والجد في العلم، فعينه إمامًا وخطيبًا بجامع المجمعة وهو لم يتجاوز العشرين من عمره، كما عينه رئيسًا لهيئة الأمر بالمعروف والنهي عن المنكر، وكان ينوب عن شيخه في تدريس الطلاب حال غيابه. كما أنه رُشّح للقضاء لكنه اعتذر فأُعفي منه، ثم طُلب مرة أخرى للقضاء وأُلزم به فالتزم قاضيًا في المدينة النبوية، ولما توفي الشيخ ابن زاحم رئيس المحاكم، عُيِّن مكانه، واستقل برئاسة الدوائر الشرعية في المدينة وصار هو المرجع في الشؤون الدينية في عموم المنطقة. إضافة إلى أنه أصبح إمامًا في المسجد النبوي قرابة خمسين عامًا, وقد كان يمتاز بسلاسة القراءة وعذوبة اللفظ والتجويد.قال الشيخ عبد الله البسام: 
"كان لي معه مجالس ومناقشات، ولدي خبرة جيدة به، فهو بحكم شخصيته القوية، وبحكم مناصبه الرفيعة، يعتبر من وُجهاء العلماء، ومن ذوي النفوذ والكلمة المسموعة، والإشارة النافذة، مما جعل ولاة الأمر يُجِلّونه ويحترمونه، ويثقون الثقة التامة بتوجيهاته وآرائه ".

## مناصبه
وقد كان 
- عضوًا في هيئة كبار العلماء
- وعضوًا في مجلس القضاء الأعلى
- إمام وخطيب المسجد النبوي
- رئيس محاكم منطقة المدينة المنورة
- مدرسًا بالمسجد النبوي الشريف

## وفاته
توفي في فجر يوم الإثنين 17 صفر 1415 هـ الموافق 25 يوليو 1994 في المدينة المنورة وصُلي عليه في المسجد النبوي بعد صلاة المغرب، ودفن بالبقيع, وقد كانت جنازته جنازةً مشهودةً حيث شيعه جموعٌ من المواطنين، وحصل زحام شديد، وكان مشهداً عظيماً، تجلى فيه تقدير الناس ومحبتهم له.

## ابنائه
- صالح
- محمد
- عبد الرحمن
- احمد
- عبد الله
- مساعد
- منصور
- عادل، وأربعة من البنات.[3]

## وصلات خارجية
- صفحته على موقع طريق الإسلام.